# Capasa incensata
Capasa incensata är en fjärilsart som beskrevs av Walker 1862. Capasa incensata ingår i släktet Capasa och familjen mätare. Inga underarter finns listade i Catalogue of Life.